# Cercle Artistique de Luxembourg

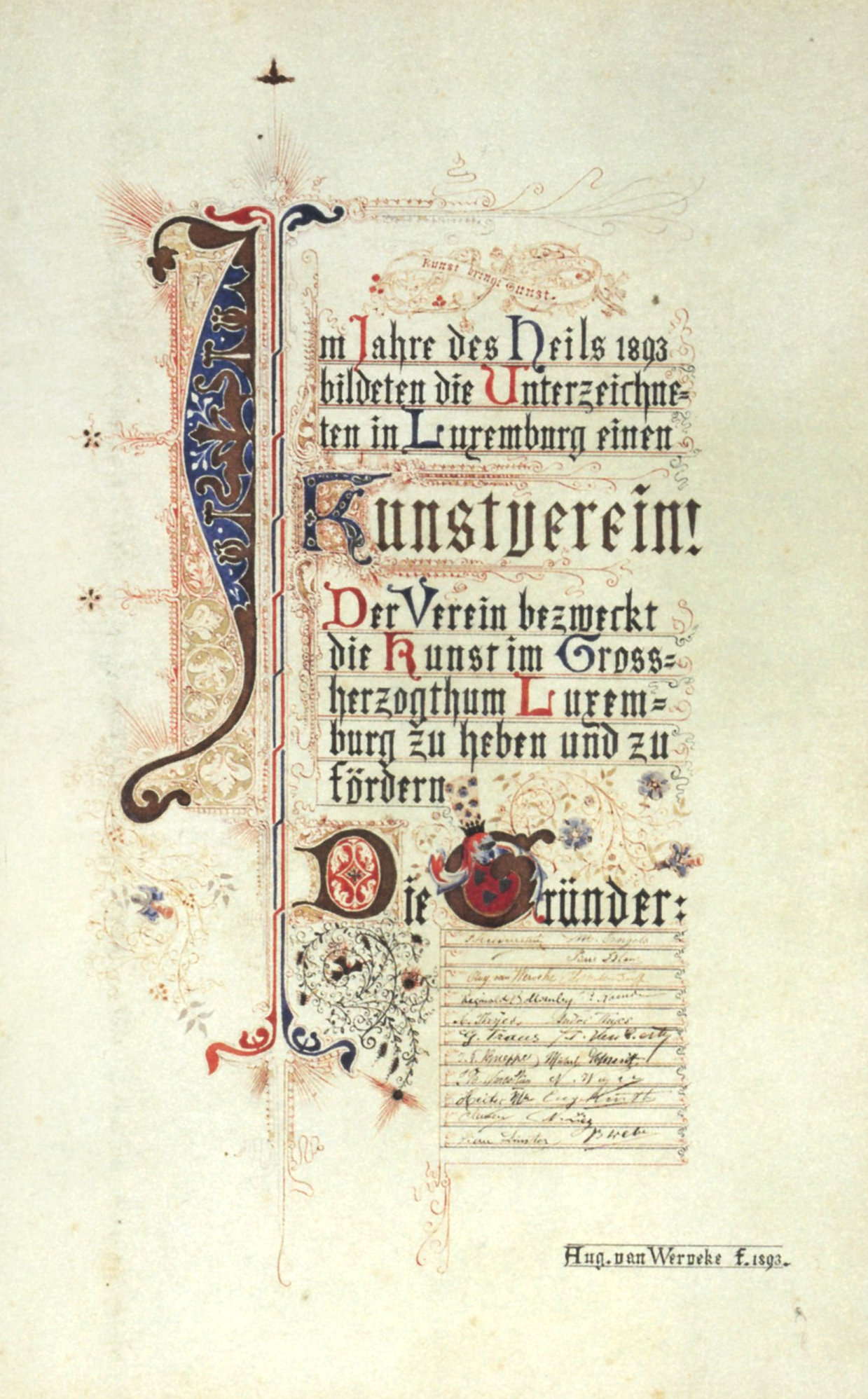
Oprichtingsoorkonde van de Cercle Artistique de Luxembourg (1893), met de handtekeningen van de oprichters. De oorkonde is van de hand van Auguste van Werveke.

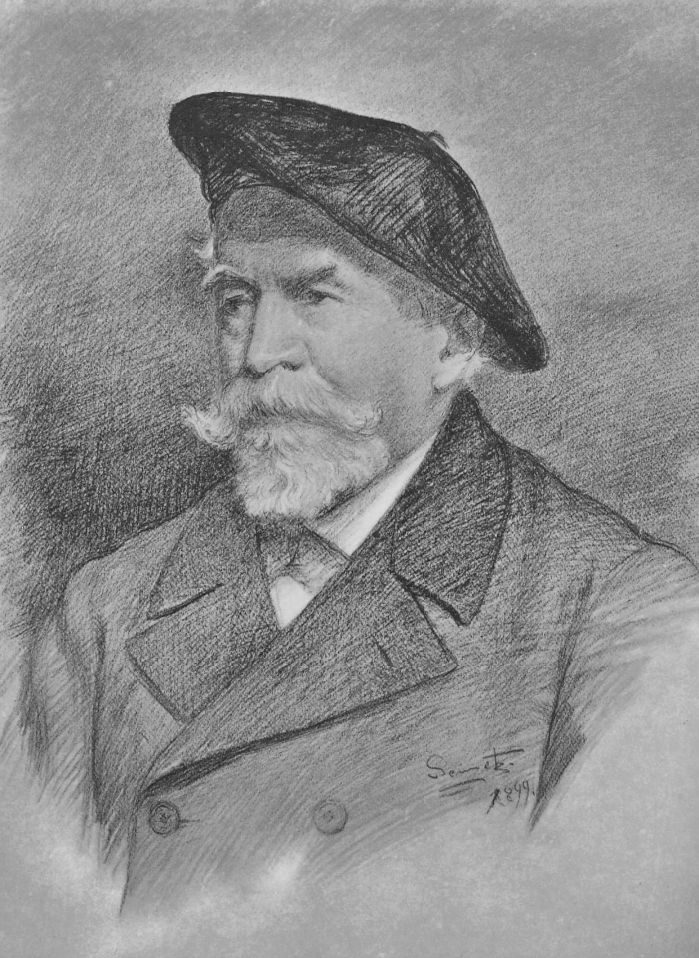
Portret van Franz Heldenstein, eerste voorzitter (Frantz Seimetz, 1899)

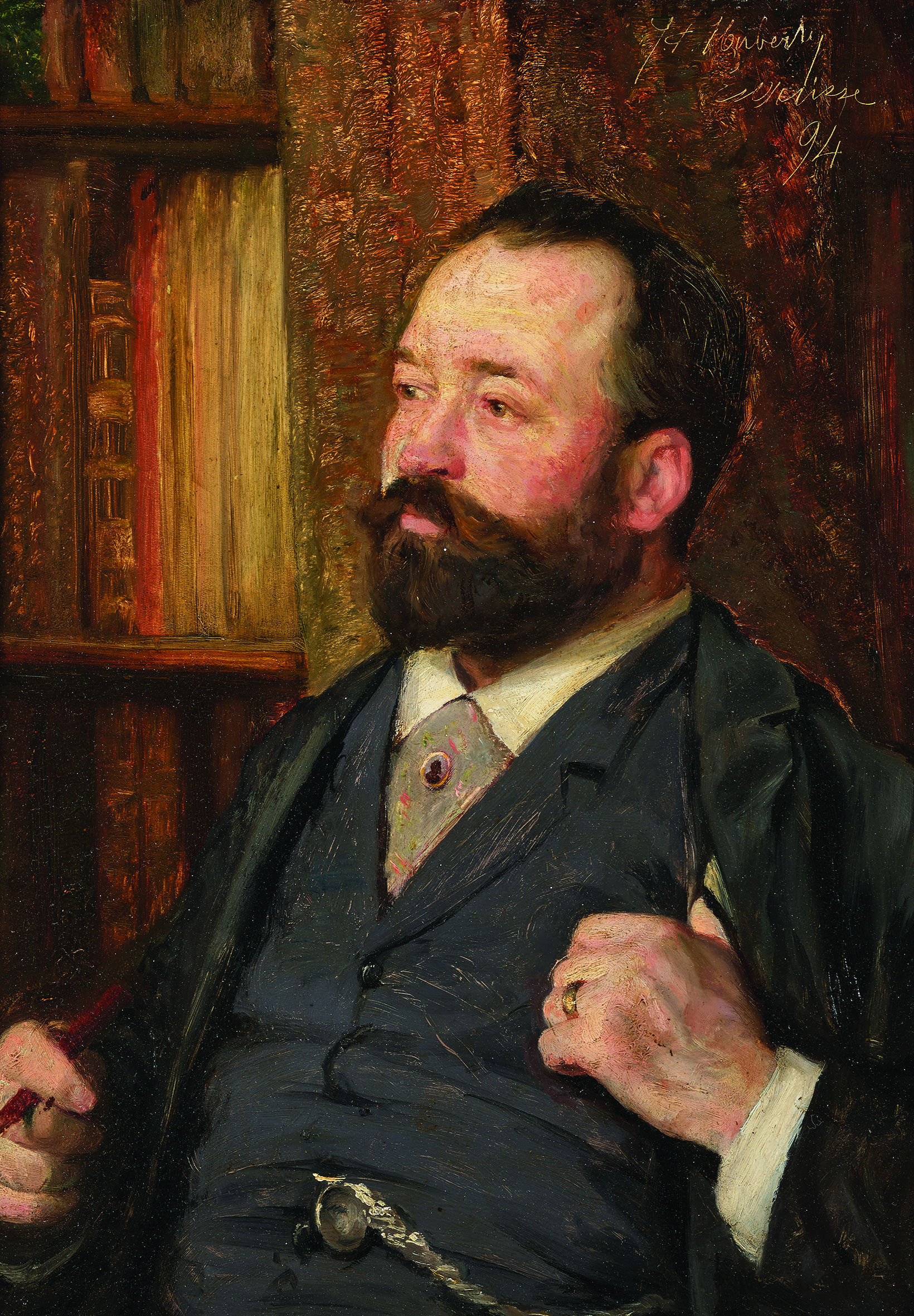
Portret van Michel Engels, tweede voorzitter (Jean-Pierre Huberty, 1894)

De Cercle Artistique de Luxembourg (Duits: Luxemburger Kunstverein), kortweg CAL, is een Luxemburgse vereniging van kunstenaars. CAL is een Association sans but lucratif (A.s.b.l.), een vereniging zonder winstoogmerk, en statutair gevestigd in de stad Luxemburg.

## Achtergrond
Al in de jaren 1880 werd een poging ondernomen om een kunstenaarscollectief te vormen, maar die mislukte vanwege persoonlijke fricties. 
In 1893 werd in het Grand Café in de stad Luxemburg de Cercle artistique luxembourgeois opgericht. Oprichters waren de architecten Jean-Pierre Knepper, Jean-Pierre Koenig, Charles Mullendorff, Georges Traus en Auguste van Werveke, auteurs Pol Clemen, Nicolas Liez en Batty Weber, beeldhouwer Jean-Baptiste Wercollier, glazenier Pierre Linster, de schilders Pierre Blanc, Reginald Bottomley, Michel Engels, Michel Heiter, Franz Heldenstein, Jean-Pierre Huberty, Alphonse Thyes en André Thyes, tekenaar Eugène Kurth, Michel Schmit en Nicolas Weyler. Groothertogin-gemalin Adelheid Marie, zelf schilderes, werd beschermvrouwe van de vereniging.
Doel
Het doel van CAL is om kunstenaars die behoren tot de verschillende genres van hedendaagse artistieke expressie - waaronder beeldende kunst, toegepaste kunst en grafische kunst - samen te brengen, zonder daarbij onderscheid te maken tussen esthetische trends of stromingen. CAL komt onder meer op voor de belangen van haar leden en bevordert artistieke creatie en kunsteducatie in Luxemburg.
Ledental
In het maandblad Ons Hémecht werd in 1900 een reeks artikelen over Der Luxemburger Kunstverein gepubliceerd, grotendeels gebaseerd op een toespraak die voorzitter Engels in 1899 bij een verenigingsbanket had gehouden. Een aantal leden heeft de vereniging dan al weer verlaten, maar er is ook aanwas. Engels geeft een opsomming van de 75 leden, de eerste vier genoemden zijn de Groothertogin-gemalin Adelheid Marie, haar grootmeesteres barones von Preen, ere- en hofdame barones von Apor en minister van Staat Paul Eyschen, pas daarna volgen de kunstenaars. In 2023 vermeldt de CAL 135 leden op haar website.

## Tijdlijn
- 1893: Oprichting van de Cercle artistique luxembourgeois.
- 1894: Organisatie van de eerste Salon du CAL, met als deelnemers: Groothertogin-gemalin Adelheid Marie, Mme la Princesse de Lippe-Detmold, Mme la Baronne de Preen, Emma d'Axleben, drukker Joseph Beffort, beeldhouwer Jean Blaise, Pierre Blanc, Reginald Bottomley, drukker Leon Bück, Dasbourg-Collin, Jean-Pierre Dieschbourg, Michel Engels, Pierre Federspiel, Jean Gaspar, schilder Gindorf, Therese Glaesener-Hartmann, Heintzé, schilder Heiter, Franz Heldenstein, Ferdinand d'Huart, Jean-Pierre Huberty, Antoine Jans, Alphonse Jungers, Théodore Jungers, Jean-Pierre Knepper, Jean-Pierre Koenig, Nelly Kreins, Eugène Kurth, Gaston Linden, Linster & Schmit, schilder-decorateur Lordong, Mihály Munkácsy, Charles Mullendorff, Mme Henri Neumann, Guido Oppenheim, schilder Van Overbeke, Mme Antoine Pescatoire, Catherine Peters, Mathilde Philippson-Mayer, Charles de Pidoll, Hélène de Rettberg, Adèle Schreiber, Frantz Seimetz, Léon Steffen, Joseph Strock, Mlle De Thummel, Alphonse Thyes, André Thyes, Marguerite Thyes, Georges Traus, Auguste van Werveke, Villeroy & Boch, Jean-Baptiste Wercollier, Joseph Wagener, Walcker, Michel Weyler, beeldhouwers gebr. Weyler, Albert Wunsch, Marie Hellinckx-Jomaron.
- 1926: Rétrospective d'Art luxembourgeois, tentoonstelling naast de Salon met 112 werken van 31 overleden Luxemburgse kunstenaars, onder wie Michel Engels, Pierre Federspiel, Michel Heiter, Ferdinand d'Huart, Jean-Pierre Huberty, Paul Kellen, Dominique Lang, Nicolas Liez, Michel Runau, Michel Sinner, Joseph Strock en Jean Zens.[4]
- 1939: De CAL was verantwoordelijk voor de aankleding van het Luxemburgs paviljoen op de New York World's Fair. Jean-Pierre Beckius, Pierre Blanc, Jean-Pierre Calteux, Claus Cito, Félix Glatz, Michel Jungblut, Victor Jungblut, Théo Kerg, Albert Kratzenberg, Jean-Pierre Lamboray, Simone Lutgen, Josy Meyers, Émile Probst, Harry Rabinger, Jean Schaack, Jean Thill en Lucien Wercollier werden ingeschakeld voor fotografie, schilder- en beeldhouwwerken.[5]
- 1993: Ter gelegenheid van het 100-jarig bestaan werd de tentoonstelling Cent ans d'art luxembourgeois: 1893-1993 georganiseerd in de Hall Victor Hugo in Limpertsberg. Onder redactie van Jos Welter werd een gelijknamig, tweedelig naslagwerk uitgegeven.
- 2017: Er werd een samenwerkingsovereenkomst gesloten tussen de CAL, de stad Esch-sur-Alzette en de vzw Galerie Schlassgoart om hedendaagse kunst te promoten, daarbij werd de driejaarlijkse Prix de la sculpture Schlassgoart ingesteld. Deze is sindsdien toegekend aan Bertrand Ney (2019) en Pit Molling (2022). De stad en de galerie dragen elk de helft bij aan de prijs ter waarde van € 8.000.
- 2018: Ter gelegenheid van het 125-jarig bestaan werd door Bpost een postzegel uitgebracht.[6]

## Salon du CAL
In september 1894 hield de Cercle Artistique de Luxembourg haar eerste expositie de Salon du CAL. Deelname aan de jaarlijkse tentoonstelling staat open voor aangesloten en niet-aangesloten kunstenaars die in Luxemburg wonen, Luxemburgse kunstenaars die in het buitenland wonen en buitenlandse kunstenaars die zijn uitgenodigd door een lid van de CAL. Een jury beslist over de toelating van de kunstenaars en hun werk. 

## Prijzen
Kunstenaars die deelnemers aan de Salon kunnen of konden meedingen naar diverse kunstprijzen.

### Prix Grand-Duc Adolphe
Ingesteld in 1902 door groothertog Adolf van Luxemburg en tot 1995 bijna jaarlijks toegekend, sindsdien tweejaarlijks.

### Prix de Raville
Ingesteld in 1987 en tweejaarlijks toegekend, vanaf 1992 beurtelings met de Prix Pierre Werner. De prijs werd gefinancierd door de UCL-bank en draagt de naam van het pand (Maison de Raville) waar de bank was gevestigd. De criteria voor de prijs waren een hoge kwaliteit en eigenheid van het werk, dat bovendien zo onafhankelijk mogelijk moest zijn van buitenlandse kunststromingen en invloeden. In 2007 werd de prijs voor het laatst uitgereikt. In 1997 werd de financiering overgenomen door de Dresdner Bank Luxembourg, die zich in Maison de Raville vestigde.
Laureaten
- 1987 - Patricia Lippert en Gast Michels
- 1989 - Jean-Marie Biwer
- 1991 - Anna Recker en Jeannot Bewing
- 1993 - Robert Brandy
- 1995 - Nico Thurm
- 1997 - Jean Leyder
- 1999 - Trixi Weis
- 2001 - Jhemp Bastin
- 2003 - Luc Ewen
- 2005 - Dany Prum
- 2007 - Carine Kraus en Maria Steinmann

### Prix Pierre Werner
Wordt sinds 1992 tweejaarlijks toegekend, tot 2007 beurtelings met de Prix de Raville.

### Prix d'encouragement aux Jeunes Artistes
Ingesteld in 1983 en uitgereikt als aanmoedigingsprijs voor jonge kunstenaars. De prijs werd in 2009 opgevolgd door de Prix Révélation.
Laureaten
- 1983 - Marc Frising en Guy Hary
- 1984 - Marie-Pierre Trauden-Thill
- 1985 - Fernand Bertemes
- 1986 - Isabelle Lutz
- 1987 - Lino Gomes
- 1988 - Doris Sander
- 1989 - Dany Prum en Thierry Lutz
- 1990 - Antoine Prum
- 1991 - Isabelle Schmitz
- 1992 - Iva Mrázková
- 1993 - Tung-Wen Margue
- 1994 - Jean-Luc Koenig
- 1995 - Jhemp Bastin en Barbara Wagner
- 1997 - Robert Viola
- 1999 - Tamara Kapp
- 2001 - Nathalie Reuter en David Russon
- 2003 - Joachim van der Vlugt
- 2005 - Catherine Lorent

### Prix Révélation
Ingesteld in 2009, opvolger van de Prix d'encouragement aux Jeunes Artistes.
Laureaten
- 2009 - Letizia Romanini
- 2011 - Catherine Lorent
- 2013 - Anne Lindner
- 2015 - Yann Annichiarico
- 2017 - Nina Tomàs
- 2019 - Pit Molling
- 2021 - Julie Wagener
- 2023 - Pit Riewer

### Prix Jeune Talent
Ingesteld in 2022.
Laureaten
- 2022 - Anni Mertens
- 2023 - Raphael Tanios

## Betrokkenen

### Voorzitters
- Franz Heldenstein (1893-1899)
- Michel Engels (1899-1901)
- Antoine Hirsch (1901-1904)
- André Thyes (1904-1906)
- Pierre Blanc (1906-1908)
- Ferdinand d'Huart (1908-1919)
- Pierre Blanc (1920-1927)
- Alphonse Nickels (1928-1936)
- Paul Wigreux (1937-1939)
- Michel Stoffel (1939-1949)
- Alphonse Weicker (1950-1958)
- Victor Engels (1959-1961)
- Jemp Michels (1962-1968)
- Robert Lentz (1969-1970)
- Camille Frieden (1972-1982)
- Albert Dondelinger (1983-1993)
- Jean Hamilius
- Jean Petit (2009–2016)
- Marc Hostert (sinds 2016)

### Enkele leden
- Many Arnold-Leurs
- Triny Beckius
- Emile Berchem
- Pierre Blanc
- Reginald Bottomley
- Pol Clemen
- Albert Dondelinger
- Monique Elvinger
- Eugène Emringer
- Charlotte Engels
- Michel Engels
- Camille Frieden
- Jean Hamilius
- Michel Heiter
- Frantz Heldenstein
- Franz Heldenstein
- Antoine Hirsch
- Marc Hostert
- Ferdinand d'Huart
- Jean-Pierre Huberty
- Jean-Pierre Knepper
- Jean-Pierre Koenig
- Gérarde Konsbrück
- Valérie Kuborn
- Eugène Kurth
- Nicolas Liez
- Pierre Linster
- Jean Mich
- Jemp Michels
- Charles Mullendorff
- Irène Nadler
- Alphonse Nickels
- Jean Petit
- Jean-Claude Salvi
- Jean Schaack
- Michel Schmit
- Frantz Seimetz
- Michel Stoffel
- Arno Stoffels
- Nico Thurm
- Alphonse Thyes
- André Thyes
- Louis Titz
- Georges Traus
- Alexis Wagner
- Édouard-Marie Weber
- Auguste van Werveke
- Jean-Baptiste Wercollier
- Nicolas Weyler
- Batty Weber
- Paul Wigreux
- Germaine Wilmes

## Publicaties
- Jos Welter, red. (1993) Cent ans d'art luxembourgeois 1893-1993: rétrospective. Luxembourg: Cercle Artistique de Luxembourg. ISBN 2-919970-24-0.
- Carole Jung, Paul Bertemes en Serge Koch (2018) 125 Joer CAL. Luxembourg: Cercle Artistique de Luxembourg.